# Festina-affaire
De Festina-affaire was een groot dopingschandaal tijdens de Ronde van Frankrijk 1998 rond de Festina-wielerploeg.
Het dopingschandaal begon vlak voor de Ronde van Frankrijk, die dat jaar in Dublin startte, toen een groot aantal dopingproducten werd aangetroffen bij een van de soigneurs van de Franse Festina-ploeg, Willy Voet genaamd.

## Verloop
8 juli 1998: De Belgische verzorger Willy Voet van Festina wordt in een ploegauto aangehouden bij de Belgisch-Franse grens. In de wagen wordt een enorme hoeveelheid verboden middelen aangetroffen. De aanhouding vormt het begin van een heksenjacht van de Franse politie tijdens de Ronde van Frankrijk.
10 juli 1998: Bruno Roussel, ploegleider van Festina, verklaart een dag voor de start van de Tour in Dublin van niets te weten. Hij mist niemand en ook geen Tourwagen. Het parket in Rijsel start een juridisch onderzoek. 
11 juli 1998: De Franse politie onthult dat er in de auto van Voet 400 flacons en talrijke ampullen met verboden spullen zijn gevonden. De affaire wordt in de media nog overschaduwd door de eindfase van het WK Voetbal. 
14 juli 1998: De Zwitserse arts Gremion zegt in France Soir dat 99% van het peloton doping gebruikt. Willy Voet zegt dat hij in opdracht van Festina werkte. De ploegleider ontkent, arts Ryckaert zegt nooit doping te hebben verstrekt aan de renners.
15 juli 1998: Roussel en Ryckaert worden naar het politiebureau van Cholet overgebracht.
16 juli 1998: Roussel raakt zijn licentie als ploegleider kwijt. De enige actie van de Internationale Wielerunie, waarvan de top in Cuba verblijft. 
17 juli 1998: Roussel en Ryckaert worden verhoord en in voorlopige hechtenis genomen. Roussel brengt naar buiten dat er binnen de ploeg een georganiseerd dopingnetwerk bestond. Kort voor middernacht maakt Tourdirecteur de uitsluiting van de ploeg bekend. 
18 juli 1998: TVM onthult dat de ploeg in maart betrokken is geraakt bij een dopingzaak. In een vrachtwagen van de ploeg werden bij een controle in de buurt van Reims 104 ampullen epo gevonden.
21 juli 1998: De advocaat van Ryckaert laat weten dat zijn cliënt heeft verklaard dat er binnen Festina een zwarte kas bestaat waaruit het de dopingmiddelen bekostigt. Er zat 400.000 Franse francs in, omgerekend ruim 60.000 euro. 
23 juli 1998: Negen renners en drie medewerkers van Festina worden aangehouden voor verhoren. In Pamiers worden Cees Priem en arts Andrej Michailov vastgezet op het politiebureau en uren verhoord. Vier andere TVM-leden, onder wie assistent-ploegleider Hendrik Redant, worden na verhoor vrijgelaten. 
24 juli 1998: Priem en Michailov worden naar Foix overgebracht. Negen coureurs van Festina worden vrijgelaten. Vijf van hen (Zülle, Dufaux, Moreau, Brochard en Meier) bekennen doping te hebben gebruikt. Virenque houdt vol clean te zijn. In Lille volgt de confrontatie tussen Roussel, Ryckaert en Voet. De laatste wordt vrijgelaten. Het Tourpeloton staakt aan het begin van de twaalfde etappe. Het parket in Reims meldt dat er bij TVM in Pamiers doping- en maskeringsmiddelen zijn gevonden.
27 juli 1998: Het parket in Reims zegt dat de affaires Festina en TVM niets met elkaar te maken hebben. Geen enkele coureur van de Nederlandse ploeg heeft iets met de zaak te maken. Priem en Michailov worden voorgeleid. 
28 juli 1998: Twee oud-coureurs van Festina (Bouvard en Magnien) bekennen ook doping te hebben gebruikt. Roussel wordt na het betalen van een borgsom vrijgelaten. TVM krijgt in Albertville te maken met een nieuwe inval van politie. De zes overgebleven renners, onder wie Jeroen Blijlevens, Bart Voskamp, Servais Knaven en Steven de Jongh, moeten 's nachts naar het ziekenhuis voor bloed-, haar- en urinecontrole. Verzorger Jan Moors wordt opgepakt. 
29 juli 1998: Het Tourpeloton stapt af na 33 km, boos over de heksenjacht van de Franse politie. Riis overlegt met Tourdirecteur Leblanc. Banesto, ONCE en Riso Scotti vertrekken direct uit de Tour. Het peloton houdt een tweede stop en dreigt massaal op te stappen als de Franse justitie renners als criminelen blijft behandelen. In wandeltempo gaat het in gesloten formatie naar Aix-les-Bains. De etappe wordt geneutraliseerd. 's Middags vindt er een inval plaats bij ONCE, 's avonds bij Polti, La Française des Jeux, Lotto en Casino. Ploegleiders Marc Madiot (La Française des Jeux), Vincent Lavenu (Casino) en renner Rodolfo Massi (Casino) worden opgepakt. 
30 juli 1998: Kelme en Vitalicio Seguros vertrekken niet meer in de achttiende etappe. Jeroen Blijlevens stapt net over de grens in Zwitserland af. Rodolfo Massi, leider van het bergklassement, ontbreekt bij de start. Hij zit vast op het politiebureau. De Italiaan blijkt nauw betrokken bij dopinghandel in het peloton. 
31 juli 1998: Blijlevens krijgt bij zijn vertrek naar Nederland gezelschap van de rest van de TVM-ploeg. Het voorarrest van Moors wordt verlengd. Massi en de ploegarts van ONCE worden vrijgelaten. Zij werden in staat van beschuldiging gesteld en moeten later voorkomen. Er komen geen invallen meer.
3 augustus 1998: Cees Priem, Andrej Michailov en Jan Moors zitten nog steeds vast. De TVM-renners moeten zich die dag melden in Reims. Na uren verhoord te zijn worden ze vrijgelaten.
25 juli 2013: Jeroen Blijlevens bekent epo-gebruik, en vertrekt als ploegleider bij Belkin.
29 okt 2013: Steven de Jongh bekent het vermeende epo-gebruik uit 1998, en vertrekt als ploegleide bij Sky.
10 juli 2014: Blijlevens en Voskamp bekennen betrokkenheid bij het epo-transport uit maart 1998, en pleitten Priem vrij.